# تسرب نوريلسك نيكل النفطي
تسرب نوريلسك نيكل النفطي هو تسرب أكثر من 21 ألف طن من الديزل إلى نهر أمبارنايا قرب مدينة نوريلسك يوم الجمعة 29 مايو 2020، بعد انهيار خزان ديزل في محطة كهرباء خارج مدينة نوريلسك الشمالية في سيبيريا، ولم يتم الإعلان عن وقوع التسرب إلا بعد يومين من الحدث، ويعد أحد أكبر تسربات المشتقات النفطية في التاريخ الروسي الحديث.

## حجم الكارثة
التسرب تسبب في تلوث مساحة 350 كيلومترا مربعا (135 ميلا مربعا) حسب التقارير الحكومية، أدى التسرب الضخم إلى تحول لون نهر أمبارنايا إلى اللون القرمزي وهدد بإلحاق أضرار كبيرة ببيئة القطب الشمالي.

## أسباب
يعتقد أن الهبوط الأرضي تحت خزانات تخزين الوقود قد تسبب في التسرب، حيث تذوب التربة الصقيعية القطبية الشمالية في الطقس الحار بشكل استثنائي لهذا الوقت من العام.
وقالت شركة «نوريلسك نيكل» إن الحادث ربما وقع نتيجة هبوط الأرض تحت خزان الوقود نظرا لذوبان الجليد السرمدي بسبب تغير المناخ، لكن خبير الصندوق العالمي للطبيعة في روسيا أليكسي كنيجنيكوف قال أن الحادث لم يكن ليحدث إذا اتبعت الشركة القواعد التي تنص على ضرورة وجود هيكل احتواء حول أي خزان وقود حتى يبقي معظم الانسكاب في الموقع، مؤكدا على أن الكثير من اللوم يقع على عاتق الشركة.

## ردود الفعل
- داخل روسيا
  - أعلن الرئيس الروسي فلاديمير بوتين حالة الطوارئ يوم الأربعاء 4 يونيو 2020، كما قال أنه «كان غاضبا لأنه لم يعلم بالتسرب إلا يوم الأحد»، ودان مسؤولي الشركة في مؤتمر عبر الفيديو تم بثه على الهواء مباشرة.[4][6][7]
  - قالت نائبة وزير الموارد الوطنية والبيئة في روسيا إيلينا بانوفا، إن الأمر سيستغرق 10 سنوات على الأقل حتى يتعافى النظام البيئي المحلي.[4]
  - قال أندريه مالوف المتحدث باسم خدمة الإنقاذ البحري الروسية، التي تقوم بتطهير الانسكابات البحرية: «لم تحدث مثل هذه الانسكابات في القطب الشمالي من قبل»
  - وقال أوليغ ميتفول، النائب السابق لرئيس الوكالة الروسية لرصد البيئة، إنه «لم يقع مثل هذا الحادث قط في منطقة القطب الشمالي»، وقال إن التنظيف قد يكلف 1.5 مليار دولار ويستغرق ما بين خمس وعشر سنوات.[6]